# Ochicanthon gangkui
Ochicanthon gangkui är en skalbaggsart som beskrevs av Teruo Ochi, Masahiro Kon och Kikuta 1997. Ochicanthon gangkui ingår i släktet Ochicanthon och familjen bladhorningar. Inga underarter finns listade i Catalogue of Life.